# Le Samyn des Dames 2022
Le Samyn des Dames 2022 var den 11. udgave af det belgiske cykelløb Le Samyn des Dames. Det 99,4 km lange linjeløb blev kørt i provinsen Hainaut den 1. marts 2022 med start i Quaregnon og mål i Dour. Løbet var ikke en del af UCI Women's World Tour, men på den lavere rangerende internationale UCI-kalender for kvinder. Løbet blev vundet af danske Emma Norsgaard fra Movistar Team.

## Resultat
| \| Samlede stilling \| Samlede stilling \| Samlede stilling \| Samlede stilling \| Samlede stilling \| \| Rytter \| Rytter \| Hold \| Tid \| \| \| ---------------- \| ----------------------- \| ---------------------------------- \| ---------------- \| ---------------- \| \| 1. \| Emma Norsgaard \| Movistar Team \| 2t 36' 17" \| \| \| 2. \| Chiara Consonni \| Valcar-Travel & Service \| + 0" \| \| \| 3. \| Vittoria Guazzini \| FDJ-Nouvelle Aquitaine-Futuroscope \| + 0" \| \| \| 4. \| Susanne Andersen \| Uno-X Pro Cycling Team \| + 0" \| \| \| 5. \| Clara Copponi \| FDJ-Nouvelle Aquitaine-Futuroscope \| + 0" \| \| \| 6. \| Marjolein van 't Geloof \| Le Col-Wahoo \| + 0" \| \| \| 7. \| Shirin van Anrooij \| Trek-Segafredo \| + 0" \| \| \| 8. \| Alice Barnes \| Canyon-SRAM Racing \| + 0" \| \| \| 9. \| Shari Bossuyt \| Canyon-SRAM Racing \| + 0" \| \| \| 10. \| Laura Tomasi \| UAE Team ADQ \| + 0" \| \| |                         |                                    |            |
| |                         |                                    |            |
| Kilde: ProCyclingStats |                         |                                    |            |
| Samlede stilling |                         |                                    |            |
| Rytter | Rytter                  | Hold                               | Tid        |
| 1. | Emma Norsgaard          | Movistar Team                      | 2t 36' 17" |
| 2. | Chiara Consonni         | Valcar-Travel & Service            | + 0"       |
| 3. | Vittoria Guazzini       | FDJ-Nouvelle Aquitaine-Futuroscope | + 0"       |
| 4. | Susanne Andersen        | Uno-X Pro Cycling Team             | + 0"       |
| 5. | Clara Copponi           | FDJ-Nouvelle Aquitaine-Futuroscope | + 0"       |
| 6. | Marjolein van 't Geloof | Le Col-Wahoo                       | + 0"       |
| 7. | Shirin van Anrooij      | Trek-Segafredo                     | + 0"       |
| 8. | Alice Barnes            | Canyon-SRAM Racing                 | + 0"       |
| 9. | Shari Bossuyt           | Canyon-SRAM Racing                 | + 0"       |
| 10. | Laura Tomasi            | UAE Team ADQ                       | + 0"       |

## Hold og ryttere
| UCI Women's WorldTeams (9)- Team BikeExchange-Jayco - Canyon-SRAM Racing - FDJ Nouvelle Aquitaine Futuroscope - Liv Racing Xstra - Movistar Team - Team DSM - Trek-Segafredo - UAE Team ADQ - Uno-X Pro Cycling Team UCI Women's Kontinentalhold (13)- Andy Schleck-CP NVST-Immo Losch - Arkéa Pro Cycling Team - Bingoal-Chevalmeire-Van Eyck Sport - Cofidis - Coop-Hitec Products - Lotto Soudal Ladies - Multum Accountants - AG Insurance NXTG - Parkhotel Valkenburg - Rupelcleaning - St Michel-Auber 93 - Stade Rochelais Charente-Maritime - Valcar-Travel & Service Amatørcykelhold- World Cycling Centre Amatørkvindehold (2)- Bingoal WB Ladies - Lviv Cycling Team |
| |

### Danske ryttere
| Danske ryttere på startlisten |                |                        |           |
| Rygnummer                     | Rytter         | Hold                   | Placering |
| 34                            | Julie Leth     | Uno-X Pro Cycling Team | DNF       |
| 73                            | Emma Norsgaard | Movistar Team          | 1         |

* DNF = gennemførte ikke

### Startliste
| Trek-Segafredo TFS | Trek-Segafredo TFS        | Trek-Segafredo TFS |
| ------------------ | ------------------------- | ------------------ |
| Nr.                | Rytter                    | Placering          |
| 1                  | Elynor Bäckstedt (GBR)    | 100.               |
| 3                  | Lauretta Hanson (AUS)     | 101.               |
| 4                  | Chloe Hosking (AUS)       | 18.                |
| 5                  | Letizia Paternoster (ITA) | 76.                |
| 6                  | Shirin van Anrooij (NED)  | 7.                 |
| 7                  | Audrey Cordon-Ragot (FRA) | 28.                |

| FDJ-Nouvelle Aquitaine-Futuroscope FSF | FDJ-Nouvelle Aquitaine-Futuroscope FSF | FDJ-Nouvelle Aquitaine-Futuroscope FSF |
| -------------------------------------- | -------------------------------------- | -------------------------------------- |
| Nr.                                    | Rytter                                 | Placering                              |
| 11                                     | Grace Brown (AUS)                      | 21.                                    |
| 12                                     | Clara Copponi (FRA)                    | 5.                                     |
| 13                                     | Eugénie Duval (FRA)                    | 15.                                    |
| 14                                     | Emilia Fahlin (SWE)                    | DNF                                    |
| 15                                     | Maëlle Grossetête (FRA)                | DNF                                    |
| 16                                     | Vittoria Guazzini (ITA)                | 3.                                     |

| Liv Racing Xstra LIV | Liv Racing Xstra LIV      | Liv Racing Xstra LIV |
| -------------------- | ------------------------- | -------------------- |
| Nr.                  | Rytter                    | Placering            |
| 21                   | Amber van der Hulst (NED) | 24.                  |
| 22                   | Silke Smulders (NED)      | 23.                  |
| 25                   | Valerie Demey (BEL)       | 25.                  |
| 26                   | Rachele Barbieri (ITA)    | 13.                  |
| 27                   | Eva Buurman (NED)         | 102.                 |

| Uno-X Pro Cycling Team UXT | Uno-X Pro Cycling Team UXT  | Uno-X Pro Cycling Team UXT |
| -------------------------- | --------------------------- | -------------------------- |
| Nr.                        | Rytter                      | Placering                  |
| 31                         | Anniina Ahtosalo (FIN)      | 52.                        |
| 32                         | Susanne Andersen (NOR)      | 4.                         |
| 33                         | Hannah Barnes (GBR)         | 51.                        |
| 34                         | Julie Leth (DEN)            | DNF                        |
| 35                         | Amalie Lutro (NOR)          | 27.                        |
| 36                         | Mie Bjørndal Ottestad (NOR) | 39.                        |
| 37                         | Hannah Ludwig (GER)         | 66.                        |

| UAE Team ADQ UAD | UAE Team ADQ UAD          | UAE Team ADQ UAD |
| ---------------- | ------------------------- | ---------------- |
| Nr.              | Rytter                    | Placering        |
| 41               | Marija Novolodskaja (RUS) | 99.              |
| 42               | Sofia Bertizzolo (ITA)    | 87.              |
| 43               | Alena Ivantjenko (RUS)    | 45.              |
| 44               | Alessia Patuelli (ITA)    | 90.              |
| 45               | Laura Tomasi (ITA)        | 10.              |
| 47               | Linda Zanetti (SUI)       | 93.              |

| Team DSM DSM | Team DSM DSM           | Team DSM DSM |
| ------------ | ---------------------- | ------------ |
| Nr.          | Rytter                 | Placering    |
| 51           | Francesca Barale (ITA) | 46.          |
| 52           | Léa Curinier (FRA)     | 26.          |
| 53           | Leah Kirchmann (CAN)   | 41.          |
| 54           | Megan Jastrab (USA)    | 19.          |
| 55           | Esmée Peperkamp (NED)  | 40.          |
| 56           | Elise Uijen (NED)      | DNF          |

| Canyon-SRAM Racing CSR | Canyon-SRAM Racing CSR | Canyon-SRAM Racing CSR |
| ---------------------- | ---------------------- | ---------------------- |
| Nr.                    | Rytter                 | Placering              |
| 61                     | Alice Barnes (GBR)     | 8.                     |
| 62                     | Shari Bossuyt (BEL)    | 9.                     |
| 63                     | Sarah Roy (AUS)        | DNF                    |
| 64                     | Lisa Klein (GER)       | DNF                    |
| 65                     | Maud Oudeman (NED)     | DNF                    |
| 66                     | Elise Chabbey (SUI)    | DNF                    |
| 67                     | Ella Harris (NZL)      | DNF                    |

| Movistar Team MOV | Movistar Team MOV            | Movistar Team MOV |
| ----------------- | ---------------------------- | ----------------- |
| Nr.               | Rytter                       | Placering         |
| 71                | Alicia González Blanco (ESP) | 31.               |
| 72                | Barbara Guarischi (ITA)      | DNF               |
| 73                | Emma Norsgaard (DEN)         | 1.                |
| 74                | Lourdes Oyarbide (ESP)       | DNF               |
| 75                | Aude Biannic (FRA)           | 30.               |
| 76                | Sheyla Gutiérrez (ESP)       | 77.               |

| Team BikeExchange-Jayco BEX | Team BikeExchange-Jayco BEX | Team BikeExchange-Jayco BEX |
| --------------------------- | --------------------------- | --------------------------- |
| Nr.                         | Rytter                      | Placering                   |
| 81                          | Georgia Williams (NZL)      | 72.                         |
| 82                          | Georgia Baker (AUS)         | DNF                         |
| 83                          | Arianna Fidanza (ITA)       | 12.                         |
| 84                          | Teniel Campbell (TTO)       | 85.                         |
| 85                          | Urška Žigart (SLO)          | 82.                         |
| 86                          | Nina Kessler (NED)          | 56.                         |
| 87                          | Chelsie Tan (SGP)           | DNF                         |

| Bingoal-Chevalmeire-Van Eyck Sport BCV | Bingoal-Chevalmeire-Van Eyck Sport BCV | Bingoal-Chevalmeire-Van Eyck Sport BCV |
| -------------------------------------- | -------------------------------------- | -------------------------------------- |
| Nr.                                    | Rytter                                 | Placering                              |
| 91                                     | Olha Kulynych (UKR)                    | DNF                                    |
| 92                                     | Danique Braam (NED)                    | 60.                                    |
| 93                                     | Naomi de Roeck (BEL)                   | 94.                                    |
| 95                                     | Barbara Sniezynska (POL)               | 96.                                    |
| 96                                     | Minke Bakker (NED)                     | DNF                                    |
| 97                                     | Lotte Popelier (BEL)                   | DNF                                    |

| Lotto Soudal Ladies LSL | Lotto Soudal Ladies LSL  | Lotto Soudal Ladies LSL |
| ----------------------- | ------------------------ | ----------------------- |
| Nr.                     | Rytter                   | Placering               |
| 101                     | Kristýna Burlová (CZE)   | 61.                     |
| 102                     | Kylie Waterreus (NED)    | 35.                     |
| 104                     | Ines Van de Paar (BEL)   | DNF                     |
| 105                     | Josie Knight (GBR)       | 53.                     |
| 106                     | Abby-Mae Parkinson (GBR) | 68.                     |
| 107                     | Sterre Vervloet (BEL)    | 74.                     |

| Multum Accountants MUL | Multum Accountants MUL   | Multum Accountants MUL |
| ---------------------- | ------------------------ | ---------------------- |
| Nr.                    | Rytter                   | Placering              |
| 111                    | Mareille Meijering (NED) | 36.                    |
| 112                    | Julie Stockman (BEL)     | DNF                    |
| 113                    | Céline van Houtum (NED)  | 75.                    |
| 114                    | Marthe Goossens (BEL)    | 44.                    |
| 115                    | Fien Delbaere (BEL)      | 49.                    |
| 116                    | Camille Devigne (FRA)    | DNF                    |
| 117                    | Jessy Druyts (BEL)       | DNF                    |

| Arkéa Pro Cycling Team ARK | Arkéa Pro Cycling Team ARK    | Arkéa Pro Cycling Team ARK |
| -------------------------- | ----------------------------- | -------------------------- |
| Nr.                        | Rytter                        | Placering                  |
| 121                        | Lucie Jounier (FRA)           | 11.                        |
| 122                        | Pauline Allin (FRA)           | 83.                        |
| 123                        | Charlotte Becker (GER)        | 105.                       |
| 124                        | Typhaine Laurance (FRA)       | 78.                        |
| 125                        | Marie-Morgane Le Deunff (FRA) | DNF                        |
| 126                        | Maryanne Hinault (FRA)        | DNF                        |
| 127                        | Greta Richioud (FRA)          | 80.                        |

| Cofidis COF | Cofidis COF                   | Cofidis COF |
| ----------- | ----------------------------- | ----------- |
| Nr.         | Rytter                        | Placering   |
| 131         | Martina Alzini (ITA)          | 20.         |
| 132         | Valentine Fortin (FRA)        | DNF         |
| 134         | Victoire Berteau (FRA)        | 55.         |
| 136         | Gabrielle Pilote Fortin (CAN) | DNF         |
| 137         | Cédrine Kerbaol (FRA)         | 79.         |

| Stade Rochelais Charente-Maritime CMW | Stade Rochelais Charente-Maritime CMW | Stade Rochelais Charente-Maritime CMW |
| ------------------------------------- | ------------------------------------- | ------------------------------------- |
| Nr.                                   | Rytter                                | Placering                             |
| 141                                   | Marion Colard (FRA)                   | DNF                                   |
| 142                                   | Séverine Eraud (FRA)                  | DNF                                   |
| 143                                   | India Grangier (FRA)                  | 48.                                   |
| 144                                   | Anastasija Kolesava (BLR)             | 62.                                   |
| 145                                   | Kristina Nenadovic (FRA)              | DNF                                   |
| 146                                   | Arianna Pruisscher (NED)              | 54.                                   |
| 147                                   | Marine Allione (FRA)                  | DNF                                   |

| St Michel-Auber 93 AUB | St Michel-Auber 93 AUB | St Michel-Auber 93 AUB |
| ---------------------- | ---------------------- | ---------------------- |
| Nr.                    | Rytter                 | Placering              |
| 151                    | Barbara Fonseca (FRA)  | 104.                   |
| 152                    | Simone Boilard (CAN)   | 16.                    |
| 153                    | Margot Pompanon (FRA)  | 47.                    |
| 154                    | Océane Goergen (FRA)   | DNF                    |
| 155                    | Coralie Demay (FRA)    | 65.                    |
| 156                    | Elodie Le Bail (FRA)   | 98.                    |
| 157                    | Alison Avoine (FRA)    | 67.                    |

| IBCT IBC | IBCT IBC                | IBCT IBC  |
| -------- | ----------------------- | --------- |
| Nr.      | Rytter                  | Placering |
| 161      | Sara Van de Vel (BEL)   | DNF       |
| 162      | Elizabeth Bennett (GBR) | DNF       |
| 163      | Alice Sharpe (IRL)      | 63.       |
| 164      | Loes Adegeest (NED)     | 59.       |
| 165      | Svenja Betz (GER)       | 86.       |
| 166      | Lucy Mayrhofer (GER)    | DNF       |
| 167      | Haylee Fuller (AUS)     | DNF       |

| Valcar-Travel & Service VAL | Valcar-Travel & Service VAL | Valcar-Travel & Service VAL |
| --------------------------- | --------------------------- | --------------------------- |
| Nr.                         | Rytter                      | Placering                   |
| 171                         | Chiara Consonni (ITA)       | 2.                          |
| 172                         | Eleonora Gasparrini (ITA)   | 33.                         |
| 173                         | Karolina Kumięga (POL)      | 57.                         |
| 174                         | Ilaria Sanguineti (ITA)     | 84.                         |
| 175                         | Silvia Persico (ITA)        | 32.                         |
| 176                         | Anastasia Carbonari (LAT)   | 95.                         |
| 177                         | Carlotta Cipressi (ITA)     | 91.                         |

| Andy Schleck-CP NVST-Immo Losch ASC | Andy Schleck-CP NVST-Immo Losch ASC | Andy Schleck-CP NVST-Immo Losch ASC |
| ----------------------------------- | ----------------------------------- | ----------------------------------- |
| Nr.                                 | Rytter                              | Placering                           |
| 181                                 | Nina Berton (LUX)                   | 92.                                 |
| 182                                 | Fabienne Buri (SUI)                 | DNF                                 |
| 183                                 | Claire Faber (LUX)                  | DNF                                 |
| 184                                 | Kerry Jonker (RSA)                  | DNF                                 |
| 185                                 | Léna Mettraux (SUI)                 | 73.                                 |
| 186                                 | Lisa Müllenberg (NED)               | DNF                                 |
| 187                                 | Friederike Stern (GER)              | 89.                                 |

| Coop-Hitec Products HPU | Coop-Hitec Products HPU        | Coop-Hitec Products HPU |
| ----------------------- | ------------------------------ | ----------------------- |
| Nr.                     | Rytter                         | Placering               |
| 191                     | Nora Tveit (NOR)               | DNF                     |
| 192                     | Caroline Andersson (SWE)       | 38.                     |
| 193                     | Sylvie Swinkels (NED)          | 43.                     |
| 194                     | Ingvild Gåskjenn (NOR)         | 58.                     |
| 195                     | Josie Nelson (GBR)             | 17.                     |
| 196                     | Mari Hole Mohr (NOR)           | 70.                     |
| 197                     | Pernille Larsen Feldmann (NOR) | DNF                     |

| AG Insurance NXTG AGI | AG Insurance NXTG AGI   | AG Insurance NXTG AGI |
| --------------------- | ----------------------- | --------------------- |
| Nr.                   | Rytter                  | Placering             |
| 201                   | Julia Borgström (SWE)   | 37.                   |
| 202                   | Gaia Masetti (ITA)      | 69.                   |
| 203                   | Maud Rijnbeek (NED)     | 106.                  |
| 204                   | Amelia Sharpe (GBR)     | DNF                   |
| 205                   | Eline Van Rooijen (NED) | DNF                   |
| 206                   | Mylène de Zoete (NED)   | DNF                   |
| 207                   | Amber Aernouts (NED)    | 97.                   |

| Parkhotel Valkenburg PHV | Parkhotel Valkenburg PHV  | Parkhotel Valkenburg PHV |
| ------------------------ | ------------------------- | ------------------------ |
| Nr.                      | Rytter                    | Placering                |
| 211                      | Leonie Bos (NED)          | 108.                     |
| 212                      | Mischa Bredewold (NED)    | 34.                      |
| 213                      | Demi de Jong (NED)        | 50.                      |
| 214                      | Femke Gerritse (NED)      | 42.                      |
| 215                      | Femke Markus (NED)        | 14.                      |
| 216                      | Belle De Gast (NED)       | 88.                      |
| 217                      | Kirstie van Haaften (NED) | 109.                     |

| Le Col-Wahoo DRP | Le Col-Wahoo DRP               | Le Col-Wahoo DRP |
| ---------------- | ------------------------------ | ---------------- |
| Nr.              | Rytter                         | Placering        |
| 221              | Eluned King (GBR)              | DNF              |
| 222              | María Martins (POR) (landevej) | 22.              |
| 223              | April Tacey (GBR)              | 64.              |
| 224              | Anna Christian (GBR)           | 81.              |
| 225              | Marjolein van 't Geloof (NED)  | 6.               |
| 226              | Elizabeth Holden (GBR)         | 29.              |

| Bingoal WB ___ | Bingoal WB ___            | Bingoal WB ___ |
| -------------- | ------------------------- | -------------- |
| Nr.            | Rytter                    | Placering      |
| 231            | Louise Jacquemin (BEL)    | DNF            |
| 232            | Fiona Mertens (BEL)       | 71.            |
| 233            | Eleanor Wiseman (BEL)     | 103.           |
| 234            | Allison Zava (BEL)        | DNF            |
| 235            | Lise-Marie Henzelin (SUI) | 110.           |
| 236            | Nathalie Säfsten (SWE)    | DNF            |
| 237            | Perrine Sadoine (BEL)     | DNF            |

| Lviv Cycling Team LCW | Lviv Cycling Team LCW     | Lviv Cycling Team LCW |
| --------------------- | ------------------------- | --------------------- |
| Nr.                   | Rytter                    | Placering             |
| 241                   | Gloria Van Mechelen (BEL) | DNF                   |
| 242                   | Hanna Johansson (SWE)     | 107.                  |
| 243                   | Ida Sten (FIN)            | DNF                   |
| 244                   | Kim Baptista (GBR)        | DNF                   |
| 245                   | Mae Lang (EST)            | DNF                   |
| 246                   | Sarah Borremans (BEL)     | DNF                   |
| 247                   | Ainsley Black (CAN)       | DNF                   |

| Trek-Segafredo TFS | Trek-Segafredo TFS        | Trek-Segafredo TFS |
| ------------------ | ------------------------- | ------------------ |
| Nr.                | Rytter                    | Placering          |
| 1                  | Elynor Bäckstedt (GBR)    | 100.               |
| 3                  | Lauretta Hanson (AUS)     | 101.               |
| 4                  | Chloe Hosking (AUS)       | 18.                |
| 5                  | Letizia Paternoster (ITA) | 76.                |
| 6                  | Shirin van Anrooij (NED)  | 7.                 |
| 7                  | Audrey Cordon-Ragot (FRA) | 28.                |

| FDJ-Nouvelle Aquitaine-Futuroscope FSF | FDJ-Nouvelle Aquitaine-Futuroscope FSF | FDJ-Nouvelle Aquitaine-Futuroscope FSF |
| -------------------------------------- | -------------------------------------- | -------------------------------------- |
| Nr.                                    | Rytter                                 | Placering                              |
| 11                                     | Grace Brown (AUS)                      | 21.                                    |
| 12                                     | Clara Copponi (FRA)                    | 5.                                     |
| 13                                     | Eugénie Duval (FRA)                    | 15.                                    |
| 14                                     | Emilia Fahlin (SWE)                    | DNF                                    |
| 15                                     | Maëlle Grossetête (FRA)                | DNF                                    |
| 16                                     | Vittoria Guazzini (ITA)                | 3.                                     |

| Liv Racing Xstra LIV | Liv Racing Xstra LIV      | Liv Racing Xstra LIV |
| -------------------- | ------------------------- | -------------------- |
| Nr.                  | Rytter                    | Placering            |
| 21                   | Amber van der Hulst (NED) | 24.                  |
| 22                   | Silke Smulders (NED)      | 23.                  |
| 25                   | Valerie Demey (BEL)       | 25.                  |
| 26                   | Rachele Barbieri (ITA)    | 13.                  |
| 27                   | Eva Buurman (NED)         | 102.                 |

| Uno-X Pro Cycling Team UXT | Uno-X Pro Cycling Team UXT  | Uno-X Pro Cycling Team UXT |
| -------------------------- | --------------------------- | -------------------------- |
| Nr.                        | Rytter                      | Placering                  |
| 31                         | Anniina Ahtosalo (FIN)      | 52.                        |
| 32                         | Susanne Andersen (NOR)      | 4.                         |
| 33                         | Hannah Barnes (GBR)         | 51.                        |
| 34                         | Julie Leth (DEN)            | DNF                        |
| 35                         | Amalie Lutro (NOR)          | 27.                        |
| 36                         | Mie Bjørndal Ottestad (NOR) | 39.                        |
| 37                         | Hannah Ludwig (GER)         | 66.                        |

| UAE Team ADQ UAD | UAE Team ADQ UAD          | UAE Team ADQ UAD |
| ---------------- | ------------------------- | ---------------- |
| Nr.              | Rytter                    | Placering        |
| 41               | Marija Novolodskaja (RUS) | 99.              |
| 42               | Sofia Bertizzolo (ITA)    | 87.              |
| 43               | Alena Ivantjenko (RUS)    | 45.              |
| 44               | Alessia Patuelli (ITA)    | 90.              |
| 45               | Laura Tomasi (ITA)        | 10.              |
| 47               | Linda Zanetti (SUI)       | 93.              |

| Team DSM DSM | Team DSM DSM           | Team DSM DSM |
| ------------ | ---------------------- | ------------ |
| Nr.          | Rytter                 | Placering    |
| 51           | Francesca Barale (ITA) | 46.          |
| 52           | Léa Curinier (FRA)     | 26.          |
| 53           | Leah Kirchmann (CAN)   | 41.          |
| 54           | Megan Jastrab (USA)    | 19.          |
| 55           | Esmée Peperkamp (NED)  | 40.          |
| 56           | Elise Uijen (NED)      | DNF          |

| Canyon-SRAM Racing CSR | Canyon-SRAM Racing CSR | Canyon-SRAM Racing CSR |
| ---------------------- | ---------------------- | ---------------------- |
| Nr.                    | Rytter                 | Placering              |
| 61                     | Alice Barnes (GBR)     | 8.                     |
| 62                     | Shari Bossuyt (BEL)    | 9.                     |
| 63                     | Sarah Roy (AUS)        | DNF                    |
| 64                     | Lisa Klein (GER)       | DNF                    |
| 65                     | Maud Oudeman (NED)     | DNF                    |
| 66                     | Elise Chabbey (SUI)    | DNF                    |
| 67                     | Ella Harris (NZL)      | DNF                    |

| Movistar Team MOV | Movistar Team MOV            | Movistar Team MOV |
| ----------------- | ---------------------------- | ----------------- |
| Nr.               | Rytter                       | Placering         |
| 71                | Alicia González Blanco (ESP) | 31.               |
| 72                | Barbara Guarischi (ITA)      | DNF               |
| 73                | Emma Norsgaard (DEN)         | 1.                |
| 74                | Lourdes Oyarbide (ESP)       | DNF               |
| 75                | Aude Biannic (FRA)           | 30.               |
| 76                | Sheyla Gutiérrez (ESP)       | 77.               |

| Team BikeExchange-Jayco BEX | Team BikeExchange-Jayco BEX | Team BikeExchange-Jayco BEX |
| --------------------------- | --------------------------- | --------------------------- |
| Nr.                         | Rytter                      | Placering                   |
| 81                          | Georgia Williams (NZL)      | 72.                         |
| 82                          | Georgia Baker (AUS)         | DNF                         |
| 83                          | Arianna Fidanza (ITA)       | 12.                         |
| 84                          | Teniel Campbell (TTO)       | 85.                         |
| 85                          | Urška Žigart (SLO)          | 82.                         |
| 86                          | Nina Kessler (NED)          | 56.                         |
| 87                          | Chelsie Tan (SGP)           | DNF                         |

| Bingoal-Chevalmeire-Van Eyck Sport BCV | Bingoal-Chevalmeire-Van Eyck Sport BCV | Bingoal-Chevalmeire-Van Eyck Sport BCV |
| -------------------------------------- | -------------------------------------- | -------------------------------------- |
| Nr.                                    | Rytter                                 | Placering                              |
| 91                                     | Olha Kulynych (UKR)                    | DNF                                    |
| 92                                     | Danique Braam (NED)                    | 60.                                    |
| 93                                     | Naomi de Roeck (BEL)                   | 94.                                    |
| 95                                     | Barbara Sniezynska (POL)               | 96.                                    |
| 96                                     | Minke Bakker (NED)                     | DNF                                    |
| 97                                     | Lotte Popelier (BEL)                   | DNF                                    |

| Lotto Soudal Ladies LSL | Lotto Soudal Ladies LSL  | Lotto Soudal Ladies LSL |
| ----------------------- | ------------------------ | ----------------------- |
| Nr.                     | Rytter                   | Placering               |
| 101                     | Kristýna Burlová (CZE)   | 61.                     |
| 102                     | Kylie Waterreus (NED)    | 35.                     |
| 104                     | Ines Van de Paar (BEL)   | DNF                     |
| 105                     | Josie Knight (GBR)       | 53.                     |
| 106                     | Abby-Mae Parkinson (GBR) | 68.                     |
| 107                     | Sterre Vervloet (BEL)    | 74.                     |

| Multum Accountants MUL | Multum Accountants MUL   | Multum Accountants MUL |
| ---------------------- | ------------------------ | ---------------------- |
| Nr.                    | Rytter                   | Placering              |
| 111                    | Mareille Meijering (NED) | 36.                    |
| 112                    | Julie Stockman (BEL)     | DNF                    |
| 113                    | Céline van Houtum (NED)  | 75.                    |
| 114                    | Marthe Goossens (BEL)    | 44.                    |
| 115                    | Fien Delbaere (BEL)      | 49.                    |
| 116                    | Camille Devigne (FRA)    | DNF                    |
| 117                    | Jessy Druyts (BEL)       | DNF                    |

| Arkéa Pro Cycling Team ARK | Arkéa Pro Cycling Team ARK    | Arkéa Pro Cycling Team ARK |
| -------------------------- | ----------------------------- | -------------------------- |
| Nr.                        | Rytter                        | Placering                  |
| 121                        | Lucie Jounier (FRA)           | 11.                        |
| 122                        | Pauline Allin (FRA)           | 83.                        |
| 123                        | Charlotte Becker (GER)        | 105.                       |
| 124                        | Typhaine Laurance (FRA)       | 78.                        |
| 125                        | Marie-Morgane Le Deunff (FRA) | DNF                        |
| 126                        | Maryanne Hinault (FRA)        | DNF                        |
| 127                        | Greta Richioud (FRA)          | 80.                        |

| Cofidis COF | Cofidis COF                   | Cofidis COF |
| ----------- | ----------------------------- | ----------- |
| Nr.         | Rytter                        | Placering   |
| 131         | Martina Alzini (ITA)          | 20.         |
| 132         | Valentine Fortin (FRA)        | DNF         |
| 134         | Victoire Berteau (FRA)        | 55.         |
| 136         | Gabrielle Pilote Fortin (CAN) | DNF         |
| 137         | Cédrine Kerbaol (FRA)         | 79.         |

| Stade Rochelais Charente-Maritime CMW | Stade Rochelais Charente-Maritime CMW | Stade Rochelais Charente-Maritime CMW |
| ------------------------------------- | ------------------------------------- | ------------------------------------- |
| Nr.                                   | Rytter                                | Placering                             |
| 141                                   | Marion Colard (FRA)                   | DNF                                   |
| 142                                   | Séverine Eraud (FRA)                  | DNF                                   |
| 143                                   | India Grangier (FRA)                  | 48.                                   |
| 144                                   | Anastasija Kolesava (BLR)             | 62.                                   |
| 145                                   | Kristina Nenadovic (FRA)              | DNF                                   |
| 146                                   | Arianna Pruisscher (NED)              | 54.                                   |
| 147                                   | Marine Allione (FRA)                  | DNF                                   |

| St Michel-Auber 93 AUB | St Michel-Auber 93 AUB | St Michel-Auber 93 AUB |
| ---------------------- | ---------------------- | ---------------------- |
| Nr.                    | Rytter                 | Placering              |
| 151                    | Barbara Fonseca (FRA)  | 104.                   |
| 152                    | Simone Boilard (CAN)   | 16.                    |
| 153                    | Margot Pompanon (FRA)  | 47.                    |
| 154                    | Océane Goergen (FRA)   | DNF                    |
| 155                    | Coralie Demay (FRA)    | 65.                    |
| 156                    | Elodie Le Bail (FRA)   | 98.                    |
| 157                    | Alison Avoine (FRA)    | 67.                    |

| IBCT IBC | IBCT IBC                | IBCT IBC  |
| -------- | ----------------------- | --------- |
| Nr.      | Rytter                  | Placering |
| 161      | Sara Van de Vel (BEL)   | DNF       |
| 162      | Elizabeth Bennett (GBR) | DNF       |
| 163      | Alice Sharpe (IRL)      | 63.       |
| 164      | Loes Adegeest (NED)     | 59.       |
| 165      | Svenja Betz (GER)       | 86.       |
| 166      | Lucy Mayrhofer (GER)    | DNF       |
| 167      | Haylee Fuller (AUS)     | DNF       |

| Valcar-Travel & Service VAL | Valcar-Travel & Service VAL | Valcar-Travel & Service VAL |
| --------------------------- | --------------------------- | --------------------------- |
| Nr.                         | Rytter                      | Placering                   |
| 171                         | Chiara Consonni (ITA)       | 2.                          |
| 172                         | Eleonora Gasparrini (ITA)   | 33.                         |
| 173                         | Karolina Kumięga (POL)      | 57.                         |
| 174                         | Ilaria Sanguineti (ITA)     | 84.                         |
| 175                         | Silvia Persico (ITA)        | 32.                         |
| 176                         | Anastasia Carbonari (LAT)   | 95.                         |
| 177                         | Carlotta Cipressi (ITA)     | 91.                         |

| Andy Schleck-CP NVST-Immo Losch ASC | Andy Schleck-CP NVST-Immo Losch ASC | Andy Schleck-CP NVST-Immo Losch ASC |
| ----------------------------------- | ----------------------------------- | ----------------------------------- |
| Nr.                                 | Rytter                              | Placering                           |
| 181                                 | Nina Berton (LUX)                   | 92.                                 |
| 182                                 | Fabienne Buri (SUI)                 | DNF                                 |
| 183                                 | Claire Faber (LUX)                  | DNF                                 |
| 184                                 | Kerry Jonker (RSA)                  | DNF                                 |
| 185                                 | Léna Mettraux (SUI)                 | 73.                                 |
| 186                                 | Lisa Müllenberg (NED)               | DNF                                 |
| 187                                 | Friederike Stern (GER)              | 89.                                 |

| Coop-Hitec Products HPU | Coop-Hitec Products HPU        | Coop-Hitec Products HPU |
| ----------------------- | ------------------------------ | ----------------------- |
| Nr.                     | Rytter                         | Placering               |
| 191                     | Nora Tveit (NOR)               | DNF                     |
| 192                     | Caroline Andersson (SWE)       | 38.                     |
| 193                     | Sylvie Swinkels (NED)          | 43.                     |
| 194                     | Ingvild Gåskjenn (NOR)         | 58.                     |
| 195                     | Josie Nelson (GBR)             | 17.                     |
| 196                     | Mari Hole Mohr (NOR)           | 70.                     |
| 197                     | Pernille Larsen Feldmann (NOR) | DNF                     |

| AG Insurance NXTG AGI | AG Insurance NXTG AGI   | AG Insurance NXTG AGI |
| --------------------- | ----------------------- | --------------------- |
| Nr.                   | Rytter                  | Placering             |
| 201                   | Julia Borgström (SWE)   | 37.                   |
| 202                   | Gaia Masetti (ITA)      | 69.                   |
| 203                   | Maud Rijnbeek (NED)     | 106.                  |
| 204                   | Amelia Sharpe (GBR)     | DNF                   |
| 205                   | Eline Van Rooijen (NED) | DNF                   |
| 206                   | Mylène de Zoete (NED)   | DNF                   |
| 207                   | Amber Aernouts (NED)    | 97.                   |

| Parkhotel Valkenburg PHV | Parkhotel Valkenburg PHV  | Parkhotel Valkenburg PHV |
| ------------------------ | ------------------------- | ------------------------ |
| Nr.                      | Rytter                    | Placering                |
| 211                      | Leonie Bos (NED)          | 108.                     |
| 212                      | Mischa Bredewold (NED)    | 34.                      |
| 213                      | Demi de Jong (NED)        | 50.                      |
| 214                      | Femke Gerritse (NED)      | 42.                      |
| 215                      | Femke Markus (NED)        | 14.                      |
| 216                      | Belle De Gast (NED)       | 88.                      |
| 217                      | Kirstie van Haaften (NED) | 109.                     |

| Le Col-Wahoo DRP | Le Col-Wahoo DRP               | Le Col-Wahoo DRP |
| ---------------- | ------------------------------ | ---------------- |
| Nr.              | Rytter                         | Placering        |
| 221              | Eluned King (GBR)              | DNF              |
| 222              | María Martins (POR) (landevej) | 22.              |
| 223              | April Tacey (GBR)              | 64.              |
| 224              | Anna Christian (GBR)           | 81.              |
| 225              | Marjolein van 't Geloof (NED)  | 6.               |
| 226              | Elizabeth Holden (GBR)         | 29.              |

| Bingoal WB ___ | Bingoal WB ___            | Bingoal WB ___ |
| -------------- | ------------------------- | -------------- |
| Nr.            | Rytter                    | Placering      |
| 231            | Louise Jacquemin (BEL)    | DNF            |
| 232            | Fiona Mertens (BEL)       | 71.            |
| 233            | Eleanor Wiseman (BEL)     | 103.           |
| 234            | Allison Zava (BEL)        | DNF            |
| 235            | Lise-Marie Henzelin (SUI) | 110.           |
| 236            | Nathalie Säfsten (SWE)    | DNF            |
| 237            | Perrine Sadoine (BEL)     | DNF            |

| Lviv Cycling Team LCW | Lviv Cycling Team LCW     | Lviv Cycling Team LCW |
| --------------------- | ------------------------- | --------------------- |
| Nr.                   | Rytter                    | Placering             |
| 241                   | Gloria Van Mechelen (BEL) | DNF                   |
| 242                   | Hanna Johansson (SWE)     | 107.                  |
| 243                   | Ida Sten (FIN)            | DNF                   |
| 244                   | Kim Baptista (GBR)        | DNF                   |
| 245                   | Mae Lang (EST)            | DNF                   |
| 246                   | Sarah Borremans (BEL)     | DNF                   |
| 247                   | Ainsley Black (CAN)       | DNF                   |